# Raimondo I di Tolosa
Raimondo di Rouergue (820 circa – 865 circa), fu conte di Quercy dall'849 e poi conte di Tolosa dall'852 all'863 e anche conte di Rouergue dall'849 fino alla morte.

## Origine
Figlio secondogenito del conte di Rouergue, Fulcoaldo (?-† 849 circa) e di Senegonda (come risulta dal documento n° 160 del 3 novembre 862 delle Preuves de l'Histoire Générale de Languedoc in cui il conte di Tolosa, Raimondo, fece una donazione per l'anima del padre, Fulcoaldo, la madre, Senegonda ed il fratello, Fredelone), figlia di Alda, sorella di San Guglielmo di Gellone.

## Biografia
Nell'estate dell'849, quando il re dei Franchi occidentali, Carlo il Calvo, eletto re d'Aquitania, mosse guerra a suo nipote, il re d'Aquitania, Pipino II, invadendo il regno d'Aquitania, Raimondo si schierò con Carlo, che per premiarlo gli concesse la contea di Rouergue assieme alla contea di Quercy, mentre a suo fratello Fredelone, che, in assenza del conte di Tolosa, Guglielmo di Settimania (era a Barcellona, in quanto era divenuto conte di Barcellona), davanti alle truppe franche, aveva aperto le porte di Tolosa al nuovo re d'Aquitania, era stato concesso il titolo di governatore (Custos Civitatis) della città e la sovranità sulla contea di Tolosa.
Nell'852, alla morte del fratello, Fredelone, senza eredi maschi, gli succedette nel titolo di conte di Tolosa.
Secondo lo storico catalano, Ramón de Abadal y de Vinyals, Raimondo, definito conte e marchese fu attivo nella contea di Tolosa, facendo una donazione, nell'agosto dell'859.
Nell'862 i suoi territori furono attaccati dal conte di Barcellona Unifredo di Gotia, che secondo gli Annales Bertiniani, all'inizio dell'863, attaccò Tolosa, sconfisse e spodestò il conte, Raimondo, che fu costretto ad abdicare lasciando la contea di Tolosa nelle mani di Unifredo.
Raimondo I morì tra l'864 e l'865, comunque prima del 17 aprile 865 (come risulta dal documento n° XC del 21 aprile 865 delle Preuves de l'Histoire Générale de Languedoc, in cui la moglie Berta assieme al figlio, Bernardo, fecero una donazione per l'anima rispettivamente del marito e del padre, Raimondo), combattendo per rientrare in possesso del feudo perduto.

## Matrimonio e discendenza
Raimondo aveva sposato Berta (come risulta dal documento n° 160 del 3 novembre 862 delle Preuves de l'Histoire Générale de Languedoc, in cui il conte di Tolosa, Raimondo, fece una donazione per l'anima del padre, Fulcoaldo, la madre, Senegonda ed il fratello, Fredelone, in cui nomina la propria moglie), figlia di Remigio e Arsenda (come risulta dal documento n° 203 del 6 aprile 883 delle Preuves de l'Histoire Générale de Languedoc, in cui Berta, assieme ai figli Fulcoaldo e Oddone, fece una donazione per l'anima di suo padre, Remigio, e sua madre, Arsenda il marito Raimondo ed il figlio, Bernardo II). Raimondo da Berta ebbe 7 figli:
- Bernardo II[6], detto il Vitello (?- ca. 874), conte di Tolosa, conte di Rouergue, conte di Quercy, conte de Nîmes e conte d'Albi. Fu assassinato.
- Fulcoaldo o Fulgaud o Foucher[6] (?- dopo il 6 aprile 883[7]), visconte di Limoges; sposò la figlia del conte Gérardo di Poitiers.
- Oddone[6] (?- dopo il 16 giugno 918), conte di Tolosa, conte di Rouergue, conte di Quercy e duca di Settimania.
- Benedetto (?- prima del 3 novembre 862, come risulta dal documento CCXXX, datato 21 giugno 870, del tomus VIII delle Rerum Gallicarum et Francicarum Scriptores[8])
- Ariberto (?- dopo l'886), monaco, poi abate di Vabres, che secondo il documento n° 204, dell'886 delle Preuves de l'Histoire Générale de Languedoc, in cui il conte di Tolosa, Oddone, fa una donazione controfirmata dal fratello, Ariberto[9]
- Una figlia che aveva sposato il conte d'Alvernia Stefano (?- 864), come risulta da una lettera ai vescovi francesi di Hincmaro Arcivescovo di Reims, datata 860 (epistola V del tomus VII delle Rerum Gallicarum et Francicarum Scriptores), in cui è scritto che Stefano aveva sposata una figlia del conte di Tolosa, Raimondo I[2], e in quella stessa lettera sosteneva che il matrimonio non era stato consumato[2] (Secondo l'Histoire general de Languedoc, Stefano in un primo tempo non aveva mantenuto la promessa di matrimonio, poi dopo essere stato costretto a sposare la figlia di Raimondo I, non aveva consumato il matrimonio)
- Regilinda (860 circa- ?), che sposò Guglielmo conte di Périgueux[2] e gli diede un figlio: Bernardo[10].

### Fonti primarie
- (LA)  Cartoulaires des abbayes d'Aniane et de Gellone.
- (LA)  Histoire Générale de Languedoc, tome II.
- (LA)  Annales Bertiniani.
- (LA)  Rerum Gallicarum et Francicarum Scriptores, tomus VIII.
- (LA)  Rerum Gallicarum et Francicarum Scriptores, tomus VII.
- (LA)  Ademarus Engolismensis Historiarum.

### Letteratura storiografica
- René Poupardin, "Ludovico il Pio", cap. XVIII, vol. II (L'espansione islamica e la nascita dell'Europa feudale) della Storia del Mondo Medievale, pp. 558–582.
- René Poupardin, I regni carolingi (840-918), in «Storia del mondo medievale», vol. II, 1979, pp. 583–635.